# Мокрое (Саратовская область)
Мо́крое — село в Петровском районе Саратовской области, входит в состав Новозахаркинского муниципального образования.

## География
Село находится на расстоянии примерно 25 км (по прямой) к юго-востоку от города Петровск, административного центра района.

### Часовой пояс
Село Мокрое, как и вся Саратовская область, находится в часовой зоне МСК+1. Смещение применяемого времени относительно UTC составляет +4:00.

## История
Основано в 1705 году. По другим данным военная застава Мокрое появилась в середине XVIII века. Название дано по местной речке. К 1799 году появился православный молитвенный дом во имя Казанской Божией Матери, в честь чего село получило второе название Богородское. В канун отмены крепостного права насчитывалось 113 дворов и 820 жителей. В 1910 году в селе насчитывалось 1111 жителей, всего 241 двор.

## Население
| 2010 |
| ---- |
| 68   |

### Национальный состав
Согласно результатам переписи 2002 года, в национальной структуре населения русские составляли 75 % из 93 чел.